# NNN Todayしずおか
『NNN Todayしずおか』（エヌエヌエヌ・トゥデイしずおか）は、1987年10月2日から半年間静岡第一テレビ（SDT）で放送されたローカルニュース・コンプレックス番組である。

## 概要
当時の平日基幹ニュースであった『NNNライブオンネットワーク』に、全国ネットとローカル枠を混在させるリニューアルを実施するに伴い、1987年10月改編より『NNN Todayしずおか』として開始した。同時に、1985年4月開始の『TODAYしずおか』を18:30 - 18:55へ移動させ、同局の悲願であった「ニュースの18時台への移行」を実現した。
ローカルパートでの自局アナウンサーによるニュース紹介の後、日本テレビから全国ニュースを18:30まで放送し、『TODAYしずおか』に繋げるサンドイッチ方式（正確にはコンプレックス方式）を採用した。
1988年4月より、平日18時台のニュース枠が『NNNニュースプラス1』（18:00 - 18:30）・『しずおかプラス1』（18:30 - 18:55）に改編され、1982年4月から続いた『TODAY』の冠が消滅した。

## キャスター
- 若月雄介（当時SDTアナウンサー）[2]
- 今村知子（当時SDTアナウンサー）